# Daan Rots
Daan Rots (Groenlo, 25 juli 2001) is een Nederlands voetballer. De aanvaller maakte in januari 2021 zijn debuut in de Eredivisie voor FC Twente. Zijn broer Mats Rots is ook voetballer.

## Loopbaan
Rots maakte in 2012 de overstap van de amateurclub SV Grol naar de voetbalacademie FC Twente. In april 2020 tekende hij een jeugdcontract bij de Twentse jeugdopleiding. In de voorbereiding op seizoen 2020/21 speelde hij enkele keren mee in oefenwedstrijden van het eerste team van FC Twente. Na een paar keer reserve te zijn geweest, maakte hij op 9 januari 2021 zijn debuut in de Eredivisie in een uitwedstrijd tegen FC Emmen. Rots kwam in het veld voor Luka Ilić. In februari 2021 tekende hij een contract tot juli 2023 (met eenjarige optie) bij FC Twente. In oktober 2022 verlengde hij zijn contract tot juli 2025 (met een optie voor nog een jaar).
Bij zijn debuut in de basisopstelling, op 16 mei 2021 thuis tegen ADO Den Haag, scoorde Rots zijn eerste doelpunt in het betaald voetbal. In zijn eerste drie seizoenen kwam hij veelvuldig als invaller in actie. Bij de start van seizoen 2023/24 was hij onder de nieuwe trainer Joseph Oosting een vaste basisspeler. Op 30 januari 2025 scoorde hij een belangrijk doelpunt in een Europese wedstrijd tegen Beşiktaş JK (1–0 winst), waardoor FC Twente zich plaatste voor de volgende ronde. Een week later werd zijn contract met twee jaar verlengd tot juli 2027 (met een optie voor nog een jaar).

## Clubstatistieken
| Seizoen | Club      | Competitie | Competitie | Competitie | Beker | Beker | Internationaal | Internationaal | Overig | Overig | Totaal | Totaal |
| Seizoen | Club      | Competitie | Wed.       | Dlp.       | Wed.  | Dlp.  | Wed.           | Dlp.           | Wed.   | Dlp.   | Wed.   | Dlp.   |
| ------- | --------- | ---------- | ---------- | ---------- | ----- | ----- | -------------- | -------------- | ------ | ------ | ------ | ------ |
| 2020/21 | FC Twente | Eredivisie | 11         | 1          | 0     | 0     | —              | —              | 0      | 0      | 11     | 1      |
| 2021/22 | FC Twente | Eredivisie | 26         | 3          | 3     | 0     | —              | —              | 0      | 0      | 29     | 3      |
| 2022/23 | FC Twente | Eredivisie | 22         | 0          | 1     | 2     | 4              | 1              | 2      | 0      | 29     | 3      |
| 2023/24 | FC Twente | Eredivisie | 33         | 7          | 1     | 0     | 6              | 2              | 0      | 0      | 40     | 9      |
| 2024/25 | FC Twente | Eredivisie | 32         | 3          | 2     | 0     | 11             | 2              | 1      | 0      | 46     | 5      |
| Totaal  | Totaal    | Totaal     | 124        | 14         | 7     | 2     | 21             | 5              | 3      | 0      | 155    | 21     |

Bijgewerkt op 23 mei 2025.